# Örterbau
Der Örterbau ist eine Abbaumethode, die bei flözartigen Lagerstätten angewendet wird. Diese Methode wird immer dann eingesetzt, wenn einzelne Teile des Hangenden nicht zu Bruch gehen dürfen. Der Örterbau wurde bereits in einfacher Form im 15. Jahrhundert beim Erzbergbau im Rammelsberg eingesetzt. Auch in den Bergrevieren des Unterinntales wurde die Methode unter Zuhilfenahme der Feuersetztechnik angewendet. Der Name Örterbau wird abgeleitet aus dem Streckenvortrieb, da bei diesem Abbauverfahren die Abbauräume wie breit aufgefahrene Ortsvortriebe aussehen. Der Örterbau wird im amerikanischen Steinkohlenbergbau bei Flözen mit geringer Mächtigkeit eingesetzt. Aber auch im japanischen und im britischen Kohlenbergbau wurde dieses Abbauverfahren angewendet. Auf den Kalibergwerken des Werragebietes war der Örterbau das dominierende Abbauverfahren.

## Grundlagen
Bei Lagerstätten, die im Tiefbau abgebaut werden, und bei denen das Deckgebirge nicht genügend mächtig ist, kann es zu Tagesbrüchen kommen, wenn die Lagerstätte komplett ausgebeutet und nicht wieder verfüllt wird. Aus diesem Grund wird die Lagerstätte nicht ganz ausgebeutet, sondern es werden einzelne Lagerstättenpfeiler stehen gelassen. Diese Pfeiler werden als Bergfesten oder bei steilstehenden Lagerstätten als Schweben bezeichnet. Die Abmessungen dieser unverritzt stehen gelassenen Lagerstättenteile (Pfeiler) und der Abstand der Pfeiler untereinander hängen von der Mächtigkeit des überlagernden Gebirges und von der Druckfestigkeit des abgebauten Minerals ab. Um die Stützwirkung der Pfeiler zu verbessern, kann zusätzlich Versatz in die Abbauräume eingebracht werden. Eine weitere Methode ist das Erstellen von trocken gemauerten Pfeilern, durch die die Bergfesten ersetzt werden können. Die Abbaurichtung ist beim Örterbau streichend oder schwebend. Die Verhiebrichtung verläuft hierbei in Richtung der Streckenachse. Da bei diesem Abbauverfahren ein großer Teil der Lagerstätte nicht abgebaut und somit geopfert wird, entstehen hierbei auch große Abbauverluste. Um diese zu verringern, werden bei Lagerstätten mit genügendem Deckgebirge die ausgebeuteten Bereiche mit Bergeversatz verfüllt und im Anschluss daran werden die Pfeiler ebenfalls abgebaut. Bei ausreichend standfestem Gebirge lassen sich die noch vorhandenen untertägigen Hohlräume, nach Beendigung des Bergbaus, als Speicherkavernen für unterirdische Pumpspeicherkraftwerke nutzen.

## Das Abbauverfahren

### Grundsätzliche Bauweise
Zunächst werden im Flöz je nach Breite eine oder mehrere Flözstrecken aufgefahren. Die Flözstrecken werden genauso hoch aufgefahren, wie die Flözmächtigkeit ist. Die Strecken haben in der Regel eine Länge von 50 bis 100 Meter und eine Breite von mindestens drei Metern und maximal sechs Metern. Aus diesen Flözstrecken werden im rechten Winkel die Örter parallel zueinander aufgefahren. Um die Bewetterung der Örter zu gewährleisten, werden in den Pfeilern in Abständen von etwa 40 Metern Verbindungen („Wetterquerhiebe“) hergestellt. Nicht benötigte Hohlräume werden mit Versatz gefüllt. Die Form und Ausdehnung der Örter wird im Vorfeld genau berechnet und geplant. Bei einem Einfallen von weniger als fünf Gon werden die Örter zu beiden Seiten der Flözstrecken aufgefahren. Bei größerem Einfallen werden die Örter nur einseitig aufgefahren. Die Abstände der einzelnen Örter zueinander und die Breite der dazwischen liegenden Pfeiler hängt stark von der Beschaffenheit des Deckgebirges ab. Das Verhältnis von Streckenbreite zu Pfeilerbreite liegt zwischen 6 zu 14 und 4,5 zu 15,5. Bedingt durch diese Bauweise kommt es zu Abbauverlusten von bis zu 70 bis 80 Prozent.

### Örterpfeilerbau

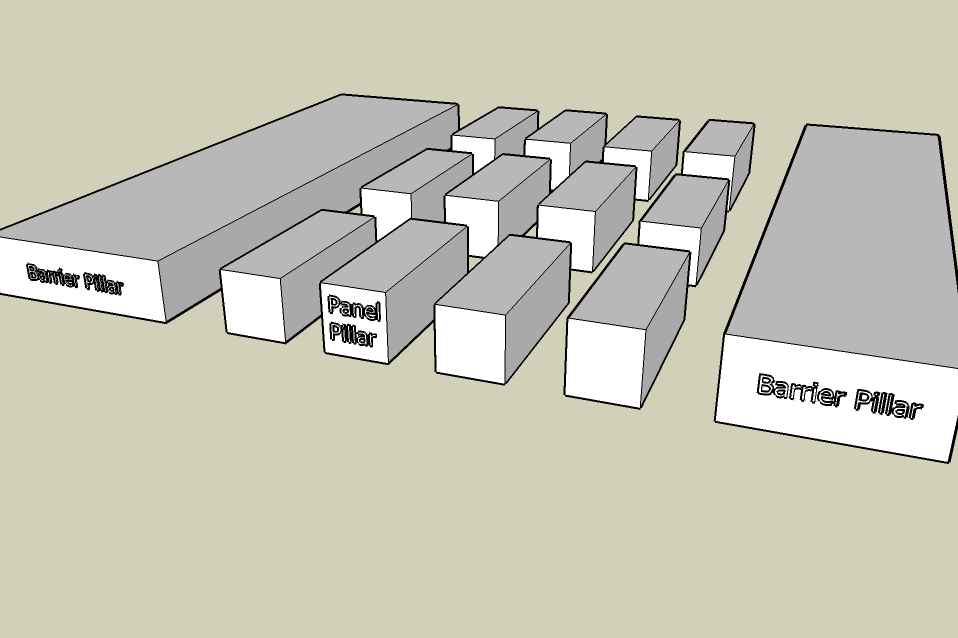
Prinzip des Örterpfeilerbaus

Um die Abbauverluste zu verringern, werden Teile der Pfeiler mit abgebaut. Dies geschieht, indem in den Pfeilern in regelmäßigen Abständen Durchhiebe erstellt werden. Diese Methode wird als Örterpfeilerbau bezeichnet. Die Pfeiler können dabei eine länglich rechteckige, eine rhombische oder auch eine quadratische Form haben. Zur Firstsicherung werden zusätzliche Anker in das Deckgebirge eingebracht. Damit keine zu große Hangendflächen offen bleiben, werden die Örter nach Möglichkeit so miteinander verbunden, dass möglichst keine Kreuzungen entstehen. Die Pfeiler werden hierbei so erstellt, dass sie jeweils untereinander versetzt sind. Bei quadratischen Pfeilern entsteht so ein schachbrettartiges Muster. Die Pfeiler und die Hohlräume haben hierbei in der Regel gleiche Abmessungen. Vom Schachbrettbau spricht man aber auch, wenn Pfeiler und Hohlräume keine gleichen Abmessungen haben. Im amerikanischen Bergbau wird diese Bauweise als „room and pillar“ Mining bezeichnet. Die Abbauverluste betragen bei dieser Bauweise im Idealfall 50 Prozent. Allerdings wird dieser Wert in der Praxis nicht erreicht, da zwischen den Abbauräumen auch Förderstrecken zwischen den Pfeilern erstellt werden müssen.

### Örterpfeilerbruchbau
Werden die Festen zwischen den Örtern ebenfalls abgebaut, bezeichnet man das Abbauverfahren als Örterpfeilerbruchbau. Die Pfeiler werden dann im Rückbau abgebaut. Zwischen den 6 Meter breiten Örtern liegen dabei 11 Meter breite Pfeiler, die dann durch 6 Meter breite Durchhiebe ebenfalls abgebaut werden. Zum Schutz der Ortsbelegschaft wird ein 0,5–1,5 Meter breites Kohlenbein stehen gelassen. Die Firste wird oftmals zur Sicherung durch Ankerausbau abgefangen. Bei einer anderen Variante werden an der Bruchkante sogenannte Bruchstempel gesetzt, die dann zur Sicherung stehen bleiben. Nach dem Rauben des übrigen Ausbaus wird der entsprechende Pfeilerabschnitt zu Bruch geworfen. Dieses Zubruchwerfen wird unter Wahrung einer Bruchlinie planmäßig durchgeführt. Durch dieses Verfahren werden die Abbauverluste von etwa 50–60 % auf 10–20 % gesenkt.

## Mechanisierung

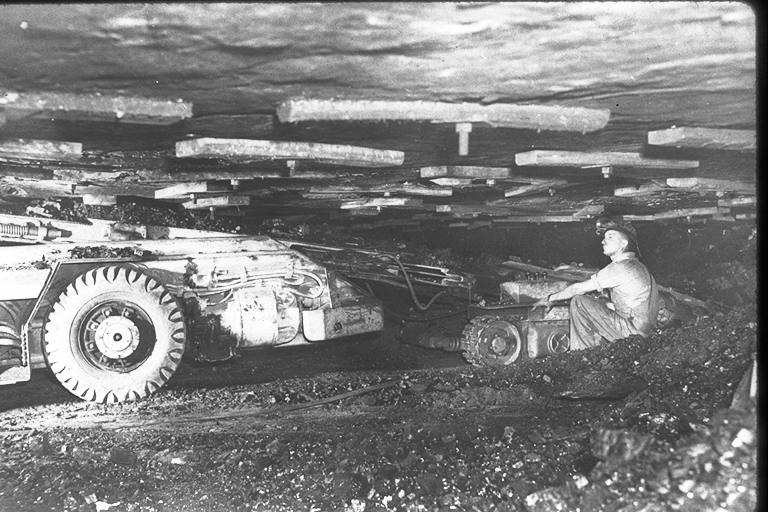
Vortrieb bei einem geringmächtigen Flöz

Beim Örterbau ist die Gewinnung weitgehend mechanisiert. Zum Bohren werden Bohrwagen und zum Laden des Haufwerks nach den Sprengarbeiten werden Lademaschinen eingesetzt. Im Kohlenbergbau werden zur Hereingewinnung der Kohle fahrbare Schrämmaschinen verwendet. Im amerikanischen Bergbau haben vollmechanisch schneidende Gewinnungsmaschinen, wie der Continuous Miner, eine weite Verbreitung. Mit diesen Maschinen werden im Örterbau bei Flözen mit Mächtigkeiten unter einem Meter mit einer relativ kleinen Ortsbelegschaft Schichtleistungen von 400 Tonnen Kohle und mehr erzielt. Dabei werden Untertageleistungen von 10 bis 30 Tonnen je Mann und Schicht erzielt. In geringmächtigen Flözen mit bis zu 1,5 Metern Mächtigkeit werden oftmals batteriegetriebene Gleislosfahrzeuge eingesetzt. Zum Abtransport der Kohlen werden pendelnde Fördermittel eingesetzt, sogenannte Shuttle Cars, die mit gleisloser Wagenförderung ausgerüstet sind. Da der Continuous Miner die hereingewonnene Kohle nur begrenzt zwischenbunkern kann, werden zur Steigerung der Produktivität in einigen Gruben kontinuierliche Fördermittel eingesetzt. Diese kontinuierlichen Fördersysteme bestehen aus mehreren elf Meter langen Brückenförderern, die gelenkig miteinander verbunden sind.